# Julius Bauschinger
Pour les articles homonymes, voir Bauschinger.
Julius Bauschinger (né le 28 janvier 1860 à Fürth et mort le 21 janvier 1934 à Munich) est un astronome allemand.

## Biographie
Julius Bauschinger est le fils du physicien Johann Bauschinger. Il étudie aux universités de Munich et de Berlin. Sa carrière peut être divisée en quatre périodes :
- 1883-1896 à Munich : assistant et observateur à l'observatoire de Munich (de).
- 1896-1909 : directeur de l'Institut de calcul astronomique et professeur d'astronomie théorique à Berlin.
- 1909-1919 : directeur de l'observatoire de Strasbourg.
- 1920-1930 : directeur de l'observatoire de Leipzig (de).

## Travaux scientifiques

### Mécanique céleste
Bauschinger effectue sa thèse sous la direction de Hugo Hans von Seeliger et elle est intitulée Untersuchungen über die Bewegung des Planeten Merkur (Études sur le mouvement de la planète Mercure) (Université de Munich, 1884). 

### Instruments
La thèse inaugurale de Bauschinger est intitulée "Ueber die Biegung von Meridianfernrohren" (Munich, 1888).

### Observations
En 1882, il est l'un des membres de l'expédition allemande à Hartford, Connecticut, afin d'observer le transit de Vénus.

## Distinctions
L'astéroïde (2306) Bauschinger, découvert en 1939, est nommé d'après Bauschinger.

## Thésards de Julius Bauschinger
La liste suivante est basée sur le Mathematics Genealogy Project:
- À Berlin :
  - Max Jacobi,	Universität Berlin,	1904
  - Wilhelm Münch,	Universität Berlin,	1905
  - Alfred Wegener,	Universität Berlin,	1905
  - Gustav Witt,	Universität Berlin,	1905
  - Josef Hoelling,	Universität Berlin,	1907
  - Erich Kron,	Universität Berlin,	1907
  - Paul Meth,	Universität Berlin,	1907
  - Georg Respondek,	Universität Berlin,	1907
  - Erich Brehm,	Universität Berlin,	1908
  - Nikolaj Kamenscikov,	Humboldt-Universität zu Berlin,	1908
  - August Wedemeyer (de),	Humboldt-Universität zu Berlin,	1908
  - Johannes Wendt (de),	Humboldt-Universität zu Berlin,	1908
  - Hans Boltz (1883-1947),	Humboldt-Universität zu Berlin,	1909	 [3]
  - Gustav Deutschland,	Humboldt-Universität zu Berlin,	1909

- À Strasbourg :
  - Heinrich Plate,	Universität Straßburg,	1909
  - Erich Redlich (1883-1918),	Universität Straßburg,	1909 [4]
  - Leonid Semenov,	Universität Straßburg,	1911
  - Hermann Rotzoll,	Universität Straßburg,	1912
  - Martin Matzdorff (1889-1914),	Universität Straßburg, 1913 [5]
  - Bruno Messow,	Universität Straßburg,	1913
  - Anton Tschetschott,	Universität Straßburg,	1913
  - Carl Schumacher,	Universität Straßburg,	1916

## Publications

### Publications principales
- Julius Bauschinger : Untersuchungen über die Bewegung des Planeten Merkur, 1884 (thèse)
- Julius Bauschinger : Ueber die Biegung von Meridianfernrohren, 1888 [6])
- H. Seeliger and Julius Bauschinger : Erstes Münchener Sternverzeichniss : enthaltend die mittleren Örter von 33082 Sternen, 1890[7]
- Julius Bauschinger [8]: Neue Annalen der Koeniglichen Sternwarte in Bogenhausen bei Muenchen, vol. 2, pp.D1-D18.2, 1891
- Julius Bauschinger : Zweites Münchener Sternverzeichniss, enthaltend die mittleren Oerter von 13200 Sternen, für das Aequinoctium 1880, Munich, 1891[9] Recension dans Bull. Amer. Math. Soc. 2  (1892), 46-48 [10])
- Julius Bauschinger [11]: Enzyklopädie der mathematischen Wissenschaften, volume 1-2, pages 768-798, 1900
- Julius Bauschinger [12]: volume 1-2, pages 799-820, 1901
- Julius Bauschinger : Tafeln zur theoretischen Astronomie [13], 1901 (1re édition), 1934 (2e édition)
- Julius Bauschinger [14]: 1906 (1re édition), 1928 (2e édition) Recension[15])
- Julius Bauschinger et Jean Peters : Logarithmisch-trigonometrische Tafeln mit acht Dezimalstellen, 1910, 1911 (2 volumes), 2e édition en 1936 (avec une introduction supplémentaire en anglais sous forme de brochure séparée), 3e édition en 1958[16],[17],
- Julius Bauschinger [18]: Enzyklopädie der mathematischen Wissenschaften, volume 6-2-1, pages 844-896, 1919
- Julius Bauschinger [19]: volume 6-2-1, pages 995-1019, 1923

### Publications secondaires
- publications à l'Institut de calcul astronomique[20] :
- Julius Bauschinger [21]: Astronomische Nachrichten, volume 109, colonnes 27-32, 1884
- Julius Bauschiger [22]: Astronomische Nachrichten, volume 126, colonnes 319-322, 1891
- Julius Bauschinger [23]: Astronomische Nachrichten, volume 141, 1896, colonnes 301-302
- Julius Bauschinger [24]: Astronomische Nachrichten, volume 142, numéro 18, 1897, colonnes 283-284
- Julius Bauschinger et P. V. Neugebauer [25]: Astronomischen Rechen-Instituts zu Berlin, numéro 16, 1901, pages 1-16
- Julius Bauschinger : Abhandlungen zur Bahnbestimmung der Cometen : (1772) Insigniores orbitae Cometarum proprietates (1761) ; Observations sur l'Orbite apparente des Comètes (1771) / J. H. Lambert, 1902 (édition allemande)[26]
- Gottfried Zedler, Julius Bauschinger et Edward Schröder [27]: Mainz, 1902
- Julius Bauschinger [28]: Astronomische Nachrichten, volume 167, numéro 16, 1905, colonnes 267-268
- Julius Bauschinger [29]: volume 167, numéro 16, 1905, colonnes 267-272
- Julius Bauschinger [30]: Astronomische Nachrichten, volume 169, 1905, colonnes 285-286
- Julius Bauschiger [31]: Astronomische Nachrichten, volume 174, 1907, colonnes 53-56
- nombreux autres articles ici[32]